# 俄罗斯联邦卫生部
俄罗斯联邦卫生部（俄语：Министерство здравоохранения Российской Федерации），俄罗斯联邦政府组成部门之一，负责俄罗斯国内卫生事务。俄罗斯联邦卫生部总部位于莫斯科市。现任卫生部部长为米哈伊尔·穆拉什科，2020年1月21日上任
。